# 佐野宗綱
佐野 宗綱（さの むねつな）は、戦国時代の武将。佐野氏の第16代当主。佐野昌綱の嫡男。

## 生涯
永禄3年（1560年）、下野国の戦国大名・佐野昌綱の子として誕生。
父・昌綱の死後、上杉謙信に度々攻められるが、これを堅城・唐沢山城と自身の知略をもって何度も撃退している。配下に鉄砲の供出を義務付けるなど、当時の関東では遅れていた鉄砲の普及を推奨するなど革新的な政策も施した。また早くから中央政権にも連絡をとっていた。はじめ北条氏と同盟を結んでいたが、後にこれを破棄して常陸国の佐竹氏と手を結び、北条氏と戦った。
天正4年（1576年）6月10日、織田信長の推挙によって但馬守に叙任され、その礼金を献じている。
天正9年（1581年）、北条氏照に攻められたが、これは佐竹氏の援軍の助けもあって撃退に成功している。
天正10年（1582年）3月、武田氏を滅亡させた織田氏の重臣・滝川一益が上野一国を受領すると、叔父の天徳寺宝衍（佐野房綱）が一益の側近となり佐野氏は織田家と誼を通じた。同年6月18日から19日にかけて起こった神流川の戦いにおいては、滝川一益の要請を受け上州和田に出陣した。
天正12年（1584年）4月、宗綱は北条方であった富岡秀高の小泉城を攻撃し、沼尻の合戦が起きた。
天正13年（1585年）元旦、北条氏に与する長尾顕長と彦間で戦った際、敵将の挑発に乗り単騎で突出したところを鉄砲で撃たれ、落馬したところを討ち取られた。それまで長尾勢との戦いにおいて宗綱は敵に遅れをとった事が無かったため、自身の武勇を過信し、敵を侮ったとされる。

## 死の影響
宗綱の死後、嫡子の無かった佐野氏は宗綱の弟（叔父とも）である佐野房綱（天徳寺宝衍）や山上道及ら「佐竹氏から養子を迎えよう」とする重臣と、「北条氏から養子を迎えよう」とする反対派の重臣に分かれて対立した。これを知った北条氏は翌天正14年（1586年）8月に唐沢山城を占拠、佐野氏は北条氏から北条氏康の子の北条氏忠を養嗣子として迎え入れ、佐野氏忠を名乗らせて家名を保つこととなった。以降も佐野氏は一応の独立性を維持してはいたが、事実上北条氏に勢力を吸収された形となった。以後、佐野氏は反北条勢力の跋扈する下野国攻略の北条方拠点として重要視される事となる。また、房綱ら反北条氏方であった重臣らは佐野氏を出奔した。
天正18年（1590年）の豊臣秀吉による小田原征伐にて北条氏が没落し、氏忠も実家の北条氏と共に失領したため佐野氏は一旦断絶したが、前述の宗綱の死後に出奔した房綱は豊臣秀吉に仕えており、小田原征伐で功を挙げたため、房綱の元に佐野氏は再興されている。
なお、宗綱には娘が1人おり、初めは佐野氏を継いだ北条氏忠に嫁いだが、北条氏の没落後に離婚させられて房綱の養女として、富田信種（房綱の養子となり、「信吉」と改名して佐野氏を継ぐ）に嫁がされた。元和6年（1620年）2月14日に死去、法名は明窓貞珠大姉。